# Jin Shu
Das Jin Shu (chinesisch 晉書 / 晋书 – „Buch von Jin“) ist ein Geschichtswerk, das in 130 Bänden die Zeit der chinesischen Jin-Dynastie (265–420) beschreibt. Es ist das 5. Werk aus dem Kanon der 24 Dynastiegeschichten. Es nimmt den Faden der Geschichtsschreibung vom Ende der Chroniken der Drei Reiche des Chen Shou auf, wurde aber (anders als diese) nicht von einem Zeitgenossen, sondern erst im Jahr 648 von dem Historiker Fang Xuanling (579–648) zusammengetragen. Einige Kapitel wurden vom Kaiser Tang Taizong verfasst.

## Übersetzung
- Aus der Geschichte des Hofes von Tsin. Aus der Geschichte des Zeitraumes Yuen-khang von Tsin. Die Machthaber Hoan-wen und Hoan-hiuen. Ueber einige Wundermänner China's. Wien, Gerold, 1876–1877 (Übersetzungen von August Pfizmaier).